# Neoarius graeffei
Neoarius graeffei és una espècie de peix de la família dels àrids i de l'ordre dels siluriformes.
Els mascles poden assolir els 60 cm de llargària total.
Es troba al nord d'Austràlia i al sud de Nova Guinea.